# Nati nel 1922/Luglio
| Questa pagina contiene informazioni ricavate automaticamente dalle voci biografiche con l'ausilio del template Bio e di un bot. L'aggiornamento è periodico e automatico e ricostruisce completamente la pagina. Se manca una persona in questa lista, sei pregato di non aggiungerla, ma accertati piuttosto che la sua voce biografica contenga il template Bio e che i dati anagrafici siano correttamente compilati. Se il template Bio manca, inseriscilo tu stesso o, in alternativa, metti l'avviso {{tmp\|Bio}} che ne segnala la mancanza. Se i dati riportati sono sbagliati, correggi direttamente la voce biografica; le modifiche saranno visibili in questa lista entro pochi giorni. Per chiarimenti vedi il progetto biografie. La lista contiene solo le 175 persone che sono citate nell'enciclopedia e per le quali è stato implementato correttamente il template Bio. Pagina aggiornata al 18 mag 2025. |

- 1º luglio - Gino Baldi, cantante italiano († 2010)
- 1º luglio - Riccardo Carapellese, allenatore di calcio e calciatore italiano († 1995)
- 1º luglio - Kruno Prijatelj, storico dell'arte e critico d'arte croato († 1998)
- 2 luglio - Pierre Cardin, stilista italiano († 2020)
- 2 luglio - Eugenio Corrodi, calciatore svizzero († 1975)
- 2 luglio - Abe Levitow, animatore e regista statunitense († 1975)
- 2 luglio - Jay Sarno, imprenditore statunitense († 1984)
- 3 luglio - Guillaume Cornelis van Beverloo, pittore e scultore belga († 2010)
- 3 luglio - Boody Gilbertson, cestista statunitense († 2015)
- 3 luglio - Lars-Magnus Lindgren, regista e sceneggiatore svedese († 2004)
- 3 luglio - Giuseppe Montanucci, grafico e gallerista italiano († 2000)
- 3 luglio - Howie Schultz, giocatore di baseball, cestista e allenatore di pallacanestro statunitense († 2009)
- 4 luglio - Al Lucas, cestista statunitense († 1995)
- 4 luglio - Giovanni Punteri, calciatore italiano
- 4 luglio - Felice Trabacchi, politico italiano († 2008)
- 5 luglio - Osvaldo Alasonatti, aviatore, partigiano e militare italiano († 1944)
- 5 luglio - Giacomo Bologna, politico italiano († 2011)
- 5 luglio - Bob Duffy, cestista statunitense († 1978)
- 5 luglio - Silvana Giorgetti, scrittrice italiana († 2005)
- 5 luglio - Edwin Thompson Jaynes, fisico e statistico statunitense († 1998)
- 5 luglio - Gennaro Olivieri, personaggio televisivo e arbitro di hockey su ghiaccio svizzero († 2009)
- 6 luglio - Bartolo Cattafi, poeta e viaggiatore italiano († 1979)
- 6 luglio - Antonio Innocenti, calciatore italiano († 1985)
- 6 luglio - William Schallert, attore statunitense († 2016)
- 6 luglio - Toni Seven, attrice e modella statunitense († 1991)
- 6 luglio - Luigi Silvestri, calciatore italiano
- 7 luglio - Egidio Bonfante, designer italiano († 2004)
- 7 luglio - Callisto Cosulich, critico cinematografico italiano († 2015)
- 7 luglio - Alberto Girelli, chimico e dirigente d'azienda italiano († 2016)
- 8 luglio - Gian Domenico Giagni, poeta, sceneggiatore e regista italiano († 1975)
- 8 luglio - Pierre Grimblat, produttore televisivo, sceneggiatore e regista francese († 2016)
- 8 luglio - Adriana Palomby, politica italiana († 2001)
- 8 luglio - Franco Zappa, politico italiano († 2003)
- 9 luglio - Fran Curran, cestista statunitense († 2004)
- 9 luglio - Jamie Dawson, cestista statunitense († 2009)
- 9 luglio - Il'ja Jakovlevič Gurin, regista sovietico († 1994)
- 9 luglio - Guglielmo Mancinelli, politico italiano († 1998)
- 9 luglio - Jim Pollard, cestista, allenatore di pallacanestro e dirigente sportivo statunitense († 1993)
- 9 luglio - Manos Zacharias, regista sovietico
- 9 luglio - Peter Zander, attore tedesco († 2019)
- 10 luglio - Juan Aretio, calciatore e allenatore di calcio spagnolo († 1973)
- 10 luglio - Oscar Botto, orientalista, storico delle religioni e indologo italiano († 2008)
- 10 luglio - E.B. Clucher, regista, sceneggiatore e direttore della fotografia italiano († 2002)
- 10 luglio - Moris Ergas, produttore cinematografico e imprenditore greco († 1995)
- 10 luglio - Jake LaMotta, pugile, attore e scrittore statunitense († 2017)
- 10 luglio - Herb McKenley, velocista giamaicano († 2007)
- 10 luglio - Giovanni Pinarello, ciclista su strada e imprenditore italiano († 2014)
- 10 luglio - Horst Schade, calciatore tedesco († 1968)
- 10 luglio - Alvise Zorzi, giornalista, scrittore e biografo italiano († 2016)
- 11 luglio - John William Scott Cassels, matematico britannico († 2015)
- 11 luglio - Egidio Di Costanzo, calciatore e allenatore di calcio italiano († 2009)
- 11 luglio - Gene Evans, attore statunitense († 1998)
- 11 luglio - Satiro Lusetti, calciatore italiano († 1974)
- 11 luglio - Filippo Mancuso, magistrato e politico italiano († 2011)
- 11 luglio - Fritz Riess, pilota automobilistico tedesco († 1991)
- 12 luglio - August Kiuru, fondista finlandese († 2009)
- 12 luglio - Michael Ventris, architetto e linguista britannico († 1956)
- 13 luglio - Leslie Brooks, attrice statunitense († 2011)
- 13 luglio - Tino Buazzelli, attore italiano († 1980)
- 13 luglio - Marcello De Nardus, cestista italiano († 2011)
- 13 luglio - Anker Jørgensen, politico danese († 2016)
- 13 luglio - George Pastushok, cestista statunitense († 2003)
- 13 luglio - Dino Verde, scrittore, paroliere e drammaturgo italiano († 2004)
- 14 luglio - Julio Cozzi, calciatore argentino († 2011)
- 14 luglio - Lucie Daouphars, modella francese († 1963)
- 14 luglio - Käbi Laretei, pianista svedese († 2014)
- 14 luglio - Bill Millin, militare scozzese († 2010)
- 14 luglio - Robin Olds, generale e aviatore statunitense († 2007)
- 14 luglio - Bruno Pulga, pittore italiano († 1993)
- 14 luglio - Eulogio Sandoval, calciatore boliviano
- 15 luglio - Bruno Dominijanni, avvocato e politico italiano († 2004)
- 15 luglio - Leon Max Lederman, fisico statunitense († 2018)
- 15 luglio - Enrique Marmentini, cestista cileno († 1996)
- 15 luglio - Luisa Poselli, attrice e cantante italiana († 2007)
- 15 luglio - Jean-Pierre Richard, critico letterario francese († 2019)
- 15 luglio - Frank Wallace, calciatore statunitense († 1979)
- 16 luglio - Giorgio Careri, fisico italiano († 2008)
- 16 luglio - Franco Fanuzzi, imprenditore italiano († 1974)
- 17 luglio - Lillian Hayman, attrice e cantante statunitense († 1994)
- 17 luglio - Marjorie Kellogg, scrittrice e sceneggiatrice statunitense († 2005)
- 17 luglio - Peter Kippax, calciatore inglese († 1987)
- 17 luglio - Julio López, pallanuotista uruguaiano
- 17 luglio - Tetsurō Tamba, attore giapponese († 2006)
- 18 luglio - Giovanni Emiliani, calciatore e allenatore di calcio italiano († 2006)
- 18 luglio - Francesco Ferrari, politico e partigiano italiano († 1964)
- 18 luglio - Roger Joseph Heckel, vescovo cattolico francese († 1982)
- 18 luglio - Arthur Holland, arbitro di calcio inglese († 1987)
- 18 luglio - Harry Kermode, cestista canadese († 2009)
- 18 luglio - Thomas Kuhn, fisico, storico e filosofo statunitense († 1996)
- 18 luglio - Ken Noritake, calciatore giapponese († 1994)
- 18 luglio - Cláudio Christovam de Pinho, calciatore e allenatore di calcio brasiliano († 2000)
- 18 luglio - Jean Samuel, scrittore francese († 2010)
- 18 luglio - Hedy Stenuf, pattinatrice artistica su ghiaccio austriaca († 2010)
- 18 luglio - Jean de Gribaldy, ciclista su strada e dirigente sportivo francese († 1987)
- 19 luglio - Jaafar di Negeri Sembilan, sovrano malaysiano († 2008)
- 19 luglio - Franz Jelinek, calciatore tedesco († 1944)
- 19 luglio - Mauro Silvano Lombardi, politico e partigiano italiano († 1973)
- 19 luglio - George McGovern, politico e storico statunitense († 2012)
- 19 luglio - Sandro Stucchi, archeologo italiano († 1991)
- 19 luglio - Stig Sundqvist, allenatore di calcio e calciatore svedese († 2011)
- 19 luglio - Yao Lee, cantante cinese († 2019)
- 20 luglio - Barney e Betty Hill, statunitense († 1969)
- 20 luglio - Frans de Munck, calciatore e allenatore di calcio olandese († 2010)
- 20 luglio - Jörg Reichel, hockeista su ghiaccio e pallanuotista austriaco († 2013)
- 20 luglio - Olga Villi, attrice italiana († 1989)
- 21 luglio - Pär Bengtsson, calciatore svedese († 2007)
- 21 luglio - Antonio Berti, politico italiano († 2022)
- 21 luglio - Henricus Cornelius De Wit, vescovo cattolico e missionario olandese († 2002)
- 21 luglio - Jay Hammond, politico statunitense († 2005)
- 21 luglio - Ben Hoberman, attore, regista e conduttore radiofonico statunitense († 2014)
- 21 luglio - Fiorenzo Mancini, geologo italiano († 2015)
- 21 luglio - Henry Pearcy, cestista e allenatore di pallacanestro statunitense († 2002)
- 21 luglio - Kay Starr, cantante statunitense († 2016)
- 21 luglio - Mollie Sugden, attrice britannica († 2009)
- 22 luglio - Patricia Canning Todd, tennista statunitense († 2015)
- 22 luglio - Francesco Cosentino, politico italiano († 1985)
- 22 luglio - Julia Farron, ballerina britannica († 2019)
- 22 luglio - María Lagunes, scultrice messicana († 2024)
- 22 luglio - Roger Quinche, calciatore svizzero († 1982)
- 22 luglio - Ralph Sazio, giocatore di football americano, allenatore di football americano e dirigente sportivo italiano († 2008)
- 23 luglio - Alcide Berloffa, politico italiano († 2011)
- 23 luglio - Luciano Berti, storico dell'arte italiano († 2010)
- 23 luglio - Fernando Carcupino, pittore e illustratore italiano († 2003)
- 23 luglio - Nicola Chiari, generale italiano († 1998)
- 23 luglio - Damiano Damiani, regista, saggista e attore italiano († 2013)
- 23 luglio - Buzz Kulik, regista e produttore televisivo statunitense († 1999)
- 23 luglio - Sydney Lassick, attore statunitense († 2003)
- 23 luglio - Maria Antonietta Macciocchi, scrittrice, giornalista e politica italiana († 2007)
- 23 luglio - Giulia Occhini, italiana († 1993)
- 24 luglio - Harry Boykoff, cestista statunitense († 2001)
- 24 luglio - Edoardo Catellani, politico italiano († 2018)
- 24 luglio - Maria Eletta Martini, politica e insegnante italiana († 2011)
- 24 luglio - Arturo Mario Zambrino, politico italiano († 2010)
- 25 luglio - John B. Goodenough, fisico e chimico statunitense († 2023)
- 25 luglio - Aimone Canape, partigiano italiano († 2016)
- 25 luglio - Alan McGregor Peart, ufficiale e aviatore neozelandese († 2018)
- 25 luglio - Bob Thiele, produttore discografico e compositore statunitense († 1996)
- 26 luglio - Gilberto Agustoni, cardinale e arcivescovo cattolico svizzero († 2017)
- 26 luglio - Gérard Calvi, compositore francese († 2015)
- 26 luglio - Elfriede Datzig, attrice austriaca († 1946)
- 26 luglio - Blake Edwards, regista, sceneggiatore e produttore cinematografico statunitense († 2010)
- 26 luglio - Mario Farinella, scrittore, giornalista e poeta italiano († 1993)
- 26 luglio - Giovanni Favretto, rugbista a 15 italiano († 1950)
- 26 luglio - Åke Hjalmarsson, calciatore svedese († 1999)
- 26 luglio - Andrzej Koszewski, compositore e musicologo polacco († 2015)
- 26 luglio - Jason Robards, attore statunitense († 2000)
- 26 luglio - Renato Terra, attore italiano († 2010)
- 27 luglio - Adolfo Celi, attore, regista e sceneggiatore italiano († 1986)
- 27 luglio - Jean Grégoire, calciatore e allenatore di calcio francese († 2013)
- 27 luglio - Norman Lear, autore televisivo, produttore televisivo e sceneggiatore statunitense († 2023)
- 28 luglio - Lida van der Anker-Doedens, canoista olandese († 2014)
- 28 luglio - Jacques Piccard, esploratore e ingegnere svizzero († 2008)
- 28 luglio - Jacques Pollet, pilota automobilistico francese († 1997)
- 28 luglio - Edwin Vásquez, tiratore a segno peruviano († 1993)
- 29 luglio - Sven Tito Achen, scrittore danese († 1986)
- 29 luglio - Erich Hartmann, fotografo tedesco († 1999)
- 29 luglio - Sonny Hertzberg, cestista statunitense († 2005)
- 29 luglio - Frank Marth, attore statunitense († 2014)
- 29 luglio - Giulio Pantoli, partigiano italiano († 2018)
- 29 luglio - Diana Sabbi, partigiana italiana († 2005)
- 30 luglio - Miron Białoszewski, poeta e giornalista polacco († 1983)
- 30 luglio - Paolo Bongiorno, sindacalista e politico italiano († 1960)
- 30 luglio - Mario Boyé, calciatore e attore argentino († 1992)
- 30 luglio - Aldo Grimaldi, armatore italiano († 2018)
- 30 luglio - Onni Lappalainen, ginnasta finlandese († 1971)
- 30 luglio - Antal Pallavicini, nobile e militare ungherese († 1957)
- 30 luglio - Antonio Pellegrini, partigiano italiano († 1944)
- 30 luglio - Turhan Selçuk, fumettista turco († 2010)
- 30 luglio - Emil Wolf, fisico ceco († 2018)
- 31 luglio - Lorenzo Antonetti, cardinale e arcivescovo cattolico italiano († 2013)
- 31 luglio - Carlo Buzzi, politico italiano († 2004)
- 31 luglio - Claudio Datei, ingegnere italiano († 2012)
- 31 luglio - Renato Dell'Andro, giurista e politico italiano († 1990)
- 31 luglio - Salvatore Pellegrino, politico e sindacalista italiano († 2015)
- 31 luglio - Antonio Mario Radmilli, archeologo e funzionario italiano († 1998)